# Jan Filip Libicki

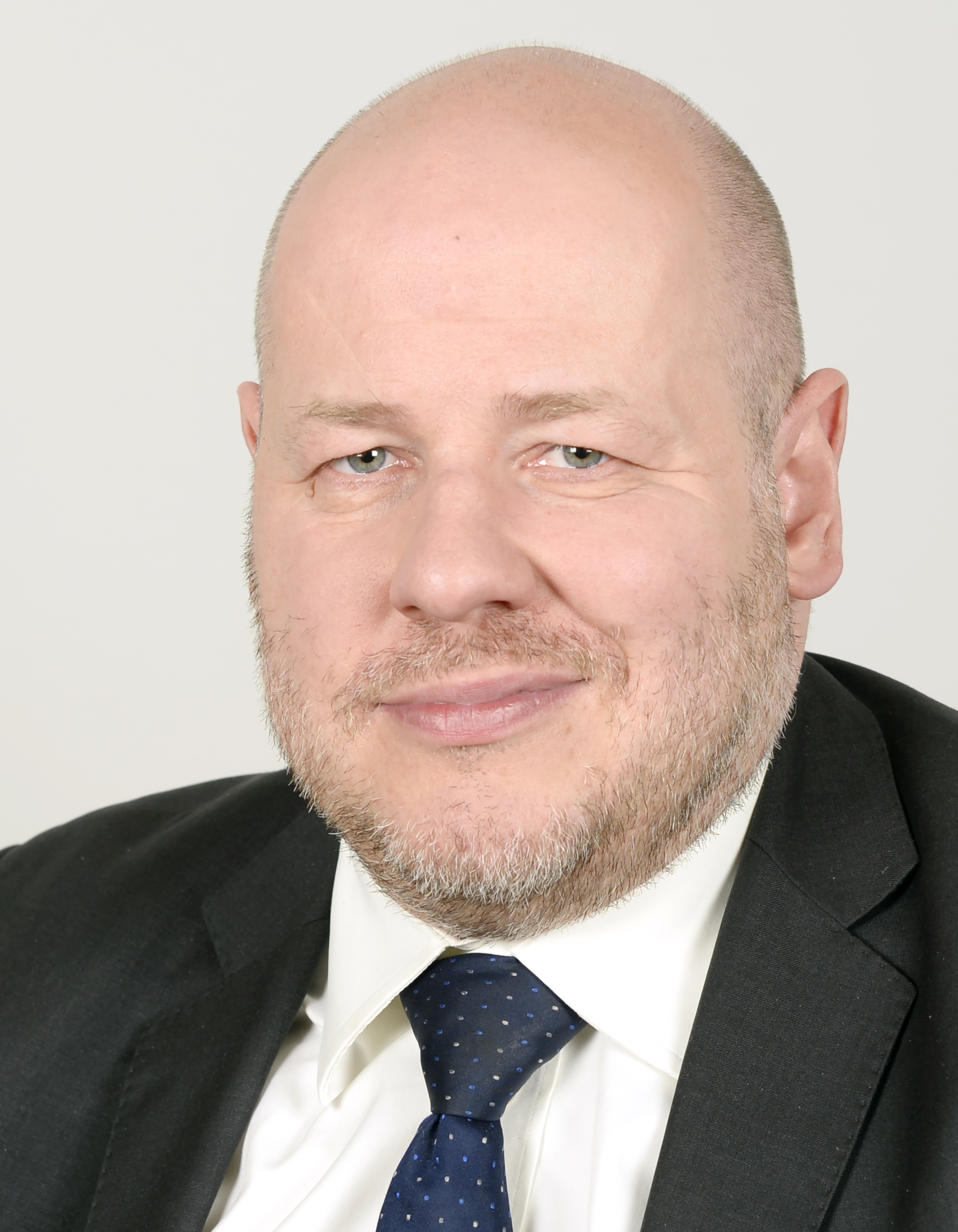
Jan Filip Libicki

Jan Filip Libicki (* 17. Januar 1971 in Posen) ist ein polnischer Politiker (ZChN, PP, PiS, PO, PSL). Er war von 2005 bis 2007 und von 2008 bis 2011 Abgeordneter des Sejm in der V. und VI. Wahlperiode. Seit 2011 gehört er dem Senat der Republik Polen an.

## Leben und Beruf
Er ist ein Sohn des Politikers Marcin Libicki. Sein Großvater Janusz Libicki wurde beim Massaker von Katyn ermordet. 1996 beendete er das Studium der Geschichtswissenschaften an der Adam-Mickiewicz-Universität Posen.
In den Jahren 1994 bis 2002 war er Eigentümer und Leiter eines Übersetzungsbüros. Von 1997 bis 2005 arbeitete er als Assistent des Aufsichtsratsvorsitzenden der „EDICA“ S.A. In den Jahren 1999 bis 2002 war er Berater des Vorsitzenden der Staatlichen Stiftung für die Rehabilitation Behinderter. Er selbst sitzt aufgrund einer Erkrankung an Infantiler Zerebralparese im Rollstuhl. Von 2000 bis 2005 war er stellvertretender Vorsitzender der Gesellschaft für das kulturelle Erbe Großpolens.

## Politik
1989 trat Libicki der Zjednoczenie Chrześcijańsko-Narodowe (ZChN) bei, ab 2001 war er Mitglied der Przymierze Prawicy (PP) und danach seit 2002 der Prawo i Sprawiedliwość (PiS). Von 2002 bis 2005 gehörte er dem Stadtrat von Posen an.
Bei den Parlamentswahlen 2005 wurde er über die Liste der PiS für den Wahlkreis Posen mit 17.503 Stimmen in den Sejm gewählt. Bei den vorgezogenen Sejmwahlen 2007 bewarb er sich erfolglos um eine Wiederwahl. Nachdem Zyta Gilowska am 14. Januar 2008 ihr Abgeordnetenmandat niedergelegt hatte, rückte Libicki am 22. Januar nach. Er war stellvertretender Vorsitzender der polnisch-taiwanischen Parlamentariergruppe und Mitglied der Sejm Kommissionen für Sozialpolitik sowie EU Angelegenheiten.
Libicki zog sich im April 2009 aus der PiS zurück. 2010 trat er der neugegründeten Gruppierung Polska Plus bei und wurde deren Vorsitzender in der Woiwodschaft Großpolen. Nach der Auflösung von Polska Plus noch im selben Jahr unterstützte er die neugegründete Polska Jest Najważniejsza. Nach einer Zeit als Abgeordneter in der PO-Fraktion, der er im Juli 2011 beigetreten war, wurde er Parteimitglied und zog für diese 2011 und 2015 in den Senat der Republik Polen ein. 2018 wechselte er in die PSL, nachdem er sich beim Thema Abtreibung zusammen mit drei Parteikollegen gegen die permissivere Linie der PO gestellt hatte. Für diese wurde er auch 2019 und 2023 erneut Senator, wobei er 2023 Kandidat des Wahlbündnisses Trzecia Droga war, an dem sich die PSL beteiligt hatte. Bei der Europawahl 2024 kandidierte er erfolglos für die PSL auf der Trzecia-Droga-Liste.
Libicki ist wie sein Vater Mitglied des Konservativ-Monarchistischen Klubs.